# Cairngorms National Park
Cairngorms National Park (Skotsk gælisk: Pàirc Nàiseanta a' Mhonaidh Ruaidh) er en nationalpark i det nordøstlige Skotland, oprettet i 2003. det var den anden af to nationalparker etableret af Skotlands parlament efter Loch Lomond and the Trossachs National Park fra 2002. Parken omfatter bjergkæden Cairngorms og de omgivende bakker.
Da den blev oprettet, var der uenighed om omfanget. Mange mente, at et område i Perth and Kinross skulle inkluderes, men det blev udeladt. Der var også uenighed om en kabelbane på Cairn Gorm, som blev støttet af National Park Authority. Støtterne af projektet mente, banen ville bringe vigtige indtægter til området, mens modstanderne mente, det var et for stort indgreb i et beskyttet område.
Den var allerede den største nationalpark på de Britiske Øer, da den i 2010 blev udvidet ind i Perth and Kinross.

## Byer og landsbyer
Parken dækker områder i fire regioner. National Park Authority deler planmyndighed med lokalmyndighederne indenfor parkens område.

### Aberdeenshire
- Ballater, Braemar
- Strathdon

### Angus
Ingen byer eller landsbyer, kun dele af Angus Glens.

### Highland
- Aviemore
- Boat of Garten
- Carrbridge
- Dalwhinnie, Drumochter
- Grantown-on-Spey
- Kingussie
- Laggan
- Nethy Bridge, Newtonmore

### Moray
- Tomintoul

## Eksterne kilder og henvisninger
1. ↑  "Cairngorms National Park boundary extended". BBC News. 4. oktober 2010. Hentet 14. januar 2016.

- Wikimedia Commons har flere filer relateret til Cairngorms National Park
- Cairngorms National Park, Officiel website
  - Kort med grænserne efter udvidelsen i 2010 Arkiveret 18. juli 2011 hos  Wayback Machine
  - Klimaforandringer (archived)
- Cairngorms Park Holiday Information Portal
- Cairngorms National Park website for accommodation and activities